# اشتفان بردل
اشتفان برَدِل (به آلمانی: Stefan Bradl) (زاده ۲۹ نوامبر ۱۹۸۹) در آلمان و راننده موتو جی‌پی می‌باشد .
و هم‌اکنون برای تیم آپریلیا رانندگی می‌کند.